# Spinacz

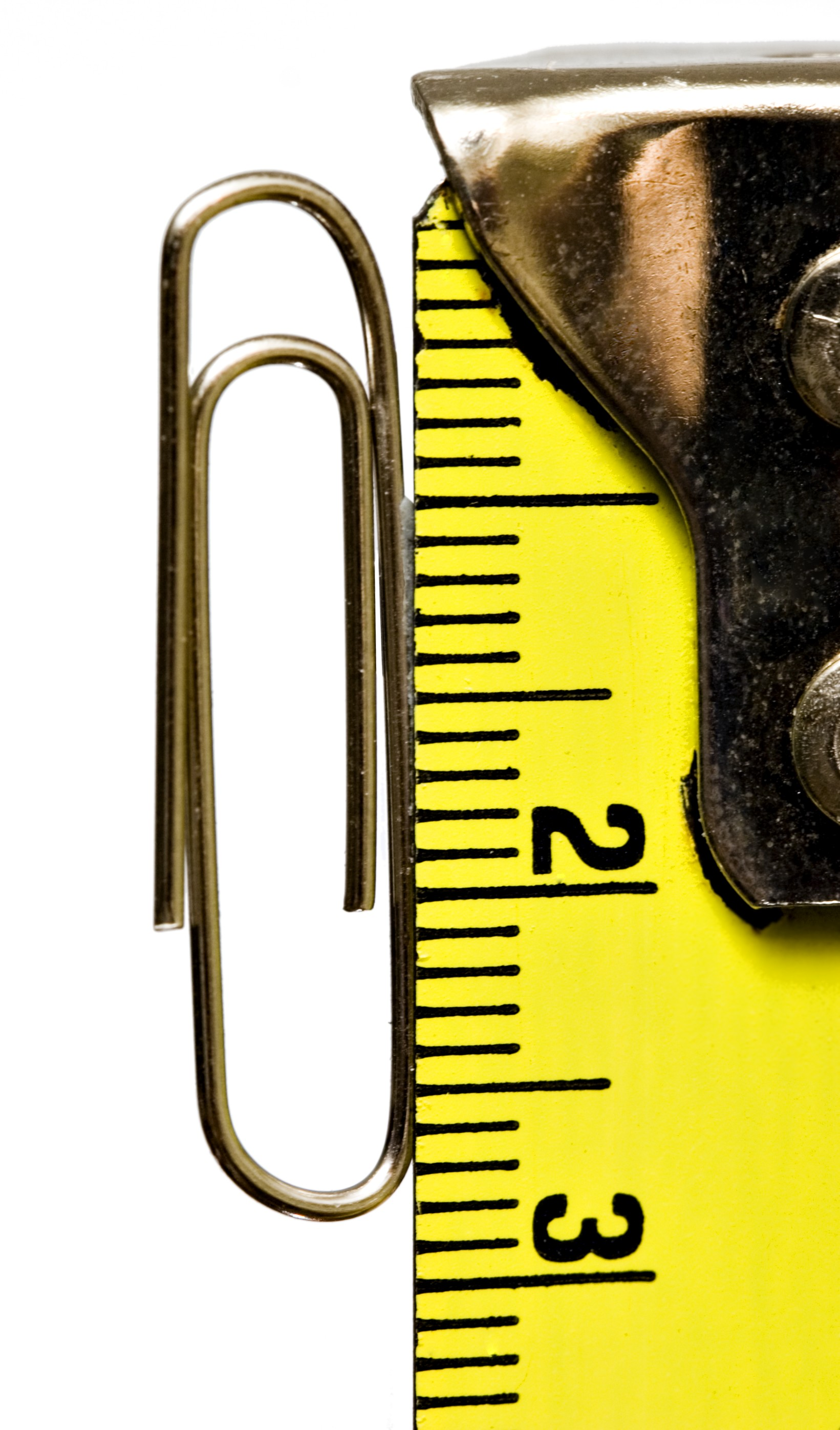
Spinacz

Spinacz, spinacz biurowy – kawałek odpowiednio wygiętego drutu, służący zwykle do utrzymywania razem pliku kartek papieru. Spinacze mogą być również plastikowe, jednak podatne są na złamania i nie mają takiej elastyczności, jak druciane.
Spinacze można rozróżniać pod względem wielkości (istnieją zarówno małe – ok. 2 cm oraz duże – nawet do 18 cm) oraz kolorów (istnieją również mieszane).

## Patenty
Pierwsze patenty dotyczące spinaczy pojawiły się w drugiej połowie XIX wieku. Najbardziej popularny kształt „Gem” nigdy nie został opatentowany, ale był produkowany prawdopodobnie już w 1890 r. przez „The Gem Manufacturing Company”. Maszyna zaginająca spinacz „Gem” została opatentowana w 1899 r. przez Williama Middlebrooka.
Niektórzy mylnie twierdzą, że wynalazcą spinacza był Józef Hofmann, ale urodził się on w 1876 r., czyli dziewięć lat po pierwszym patencie na spinacz (z 1867 r.).